# 汪河
汪河（？—？），安徽省舒城人，明朝初期政治人物。
其早年拜余阙为师，善于文章。后跟随朱元璋渡江，担任行中書省掾，数次陈情时务。朱元璋重视其才能，升任其为大都督府都事。出使察罕。后奉命和錢楨到河南，被擴廓扣下。朱元璋前后七次写信给擴廓，最终使汪河不被杀死。洪武元年，明军攻占河南，擴廓逃至定西，汪河才得以归还，前后被拘留六年。朱元璋表彰其功劳，升任为吏部侍郎。次年改为御史台侍御史。洪武九年，为晉王左相，数年后死于任上。